# Polygala cristata
Polygala cristata är en jungfrulinsväxtart som beskrevs av Peter Geoffrey Taylor. Polygala cristata ingår i släktet jungfrulinssläktet, och familjen jungfrulinsväxter. Inga underarter finns listade i Catalogue of Life.